# Долна-Махала
Долна-Махала (болг. Долна махала) — село в Болгарии. Находится в Пловдивской области, входит в общину Калояново. Население составляет 430 человек.

## Политическая ситуация
В местном кметстве Долна-Махала, в состав которого входит Долна-Махала, должность кмета (старосты) исполняет Ботё Петров Петров (Граждане за европейское развитие Болгарии (ГЕРБ)) по результатам выборов.
Кмет (мэр) общины Калояново — Александр  Крыстев Абрашев (коалиция партий: Граждане за европейское развитие Болгарии (ГЕРБ), Союз демократических сил (СДС), Демократы за сильную Болгарию (ДСБ), Земледельческий народный союз (ЗНС)) по результатам выборов.